# Alfred Neuland
Alfred Karl Neuland (Valga, 10 ottobre 1895 – Tallinn, 16 novembre 1966) è stato un sollevatore estone.
Ha vinto due medaglie olimpiche nel sollevamento pesi; in particolare ha conquistato la medaglia d'oro alle Olimpiadi di Anversa 1920 nella categoria pesi leggeri e la medaglia d'argento alle Olimpiadi di Parigi 1924 nella categoria pesi medi.
L'oro olimpico di Anversa 1920 fu la prima medaglia d'oro olimpica della storia per l'Estonia.
Nel 1922 ha vinto la medaglia d'oro ai campionati mondiali di Tallinn nella categoria -75 kg.
Nel corso della sua carriera Neuland ha realizzato tre record del mondo della categoria dei pesi leggeri, di cui uno nello strappo e due nello slancio.